# El gran Gatsby (pel·lícula de 1974)
El gran Gatsby (títol original en anglès: The Great Gatsby) és un drama psicològic estatunidenc, inspirat en la novel·la homònima de F. Scott Fitzgerald (publicada l'any 1925), dirigida per Jack Clayton i estrenada l'any 1974.

## Argument
El gran Gatsby pinta el quadre de l'alta aristocràcia americana i la seva melancolia i apatia. Després de la Primera Guerra Mundial, en els anys vint, els «anys bojos», l'elegant i misteriós Jay Gatsby (Robert Redford), milionari de fortuna dubtosa, està obsessionat per la bella Daisy Buchanan (Mia Farrow), un amor de joventut que intenta de reconquerir. Neix una superba i tràgica història d'amor.

## Repartiment
- Robert Redford: Jay Gatsby
- Mia Farrow: Daisy Buchanan
- Bruce Dern: Tom Buchanan
- Karen Black: Myrtle Wilson
- Sam Waterston: Nick Carraway
- Scott Wilson: George Wilson
- Patsy Kensit: Pamela Buchanan
- Edward Herrmann: Klipspringer
- Roberts Blossom: el Sr. Gatz
- Lois Chiles: Jordan Baker
- Howard Da Silva: Meyer Wolfshiem
- Elliott Sullivan: l'amic de Wilson

## Premis
En la 47a cerimònia dels Oscars, l'any 1975:
- Oscar a la millor banda sonora (millor partitura de cançons i adaptació musical) per Nelson Riddle
- Oscar al millor vestuari per Theoni V. Aldredge